# شاهنامه ژول مل
شاهنامه ژول مل نسخهٔ تصحیح‌شده‌ای از کتاب شاهنامهٔ ابوالقاسم فردوسی است که توسط ژول مل فرانسوی به منظور ترجمه به فرانسوی فراهم شده است. انتشار این کتاب از سال ۱۸۳۸ آغاز شد و نهایتاً با انتشار جلد هفتم آن در سال ۱۸۷۸ در پاریس تکمیل شد.

## تصحیح و ترجمهٔ شاهنامه
به فرمان پادشاه فرانسه، ژول مل مسئولیت پیدا می‌کند شاهنامه را از زبان فارسی به فرانسوی ترجمه کند. از آنجا که تا آن زمان نسخهٔ منسجمی از این کتاب وجود نداشت، ژول مل دست به تصحیح شاهنامه می‌زند. او به مدت چهل سال از سال ۱۸۳۸ تا ۱۸۷۸ به بررسی نسخه‌های دست‌نویس متعدد شاهنامه پرداخت و از ۳۵ نسخهٔ دست‌نویس شاهنامه موجود در آرشیوهای اروپا استفاده کرد. ژول مل همچنین سایر مثنوی‌های حماسی فارسی را نیز مطالعه کرد.
نخستین جلد ترجمهٔ ژول مل از شاهنامه در سال ۱۸۳۸ منتشر شد. او در سال‌های بعد جلدهای بعدی را به مرور منتشر کرد، اما پیش از پایان آخرین جلد درگذشت. شاگرد او باربیه دومنار که از مترجمان بوستان سعدی نیز بود، کار ترجمهٔ جلد آخر را به‌پایان رساند و آن را در ۱۸۷۸ منتشر کرد.
نسخهٔ اولیهٔ شاهنامهٔ ژول مل ترجمهٔ فرانسوی را نیز به همراه دارد، بدین صورت که در صفحات سمت راست متن فارسی و در صفحات مقابل آن ترجمهٔ فرانسوی به چاپ رسیده است. با این حال همسر وی در چاپ‌های بعدی ترجمهٔ فرانسوی را به صورت جداگانه چاپ کرد.
ترجمهٔ ژول مل از شاهنامه کامل‌ترین و دقیق‌ترین ترجمه از شاهنامه به یک زبان خارجی به شمار می‌آید. این ترجمه اساس کار اغلب شرق‌شناسانی بوده که به پژوهش دربارهٔ شاهنامه دست زده‌اند، و فریتس وولف نیز که به مدت سی سال به تألیف فرهنگ شاهنامه پرداخت نیز کار خود را بر ترجمهٔ ژول مل از شاهنامه مبتنی کرده است. یوهان فولرس نیز که بخشی از شاهنامه را به صورت نیمه‌تمام تصحیح و در سه جلد در لیدن به چاپ رسیاند، در واقع تصحیح‌های ترنر مکن و ژول مل را با یکدیگر مقابله کرده‌است.

## مقدمهٔ مل بر شاهنامه
ژول مل مقدمهٔ مفصلی هم بر چاپ خود نوشت که شرح حال فردوسی و چگونگی تدوین شاهنامه را توضیح می‌دهد. این مقدمه تا مدت‌ها، مهمترین اثر پژوهشی دربارهٔ شاهنامه و فردوسی، و متداول‌ترین مرجع برای بسیاری از شرق‌شناسان به‌شمار می‌رفت. توسط جهانگیر افکاری به فارسی ترجمه شده و در چاپ سال ۱۳۴۵ کتاب توسط انتشارات سازمان کتاب‌های جیبی به چاپ رسیده است.

## ایرادات
یکی از ایراداتی که به شاهنامهٔ تصحیح ژول مل وارد آمده، این است که در این تصحیح اختلاف نسخه‌ها یا نسخه‌بدل‌ها در پانوشت صفحات درج نشده است.

## چاپ‌های شاهنامهٔ ژول مل
دومین چاپ شاهنامهٔ ژول مل در سال ۱۳۵۶ خورشیدی به تشویق و کمک بنیاد شاهنامهٔ فردوسی به صورت دوزبانه در قطع وزیری و به تعداد محدود در پاریس صورت گرفته است. در ایران تصحیح ژول مل از فردوسی در سال‌های ۱۳۴۴ و ۱۳۵۳ دو بار در قطع جیبی توسط انتشارات سازمان کتاب‌های جیبی، و نیز دو بار در قطع وزیری از طرف انتشارات علمی به صورت افست به چاپ رسیده است.